# Casole Bruzio
Casole Bruzio é uma comuna italiana da região da Calábria, província de Cosenza, com cerca de 2.387 habitantes. Estende-se por uma área de 3 km², tendo uma densidade populacional de 796 hab/km². Faz fronteira com Celico, Cosenza, Pedace, Rovito, Serra Pedace, Spezzano della Sila, Spezzano Piccolo, Trenta.